# Crawford W. Long

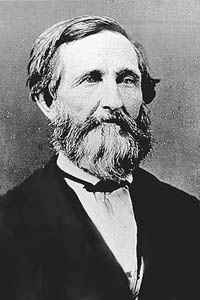
Crawford W. Long (1870)

Crawford Williamson Long (* 1. November 1815 in Danielsville im Madison County/Georgia; † 16. Juni 1878 in Athens, Georgia) war ein US-amerikanischer Chirurg und praktischer Allgemeinarzt. Er führte am 30. März 1842 die erste chirurgische Operation durch, bei der das Schmerzempfinden des Patienten durch eine Diethylether-Narkose („Äthernarkose“) beeinflusst wurde. Longs Pionierleistung für die Anästhesie wurde erst 1849 veröffentlicht, nachdem bereits andere Mediziner ähnliche Ansprüche geltend gemacht hatten.

## Leben
Long, Sohn des Plantagenbesitzers und Lokalpolitikers James Long (1781–1853) und dessen Frau Elizabeth Ware (1789–1856), erhielt ab dem vierzehnten Lebensjahr bis 1835 eine schulische Ausbildung am Franklin College in Athens. In dieser Zeit begann eine lebenslange Freundschaft mit Alexander H. Stephens, dem späteren Vizepräsidenten der Konföderierten Staaten von Amerika und Gouverneur von Georgia.
Long begann 1836 eine Ausbildung zum Arzt bei Georg Grant in Jefferson/Jackson County (Georgia) und schrieb sich 1836 an der Transylvania University in Lexington zum Medizinstudium ein. Er wechselte 1838 an die University of Pennsylvania in Philadelphia, wo er 1839 den Grad eines Medical Doctor (M.D.) erwarb. Anschließend war Long bis 1841 in New York City praktisch tätig und bildete sich insbesondere in Chirurgie weiter. 1841 ließ er sich als praktischer Arzt im ländlichen Jefferson im Jackson County in Georgia nieder. 1850 zog Long mit seiner Familie nach Atlanta und im folgenden Jahr nach Athens, wo er sich als Chirurg niederließ. Während des Amerikanischen Bürgerkriegs schrieb sich Long 1864 für den Dienst in den Konföderierten Streitkräften ein, über einen tatsächlichen Dienst ist nichts bekannt. In der Nachkriegszeit wurde er vom Surgeon General of the United States als Chirurg in Athens bestellt. Der Arzt starb am 16. Juni 1878 in Athens während er ein Kind der Frau des Politikers Henry Hull Carlton zur Welt brachte.
Crawford Long war mit Mary Caroline Swain (1825–1888) verheiratet und Vater von zwölf Kindern, von denen sieben das Erwachsenenalter erreichten. Seine Tochter Frances Long Taylor (1845–1930) veröffentlichte später ein Buch über das Wirken ihres Vaters.

## Wirken
Während seines Studiums in Philadelphia lernte Crawford Long gemeinsam mit Kommilitonen die berauschende Wirkung von Diethylether („Ether“) kennen. Die Verwendung der Substanz als Rauschdroge war im 19. Jahrhundert populär, insbesondere bei Studenten, die auf Partys sogenannte Ether frolics veranstalteten und dabei Lachgas und Ether verwendeten (wie sie auch auf Jahrmärkten, etwa von Gardner Quincy Colton und Samuel Colt, demonstriert wurden). Über seinen eigenen Konsum äußerte sich Long später freimütig in einer Veröffentlichung in einer medizinischen Fachzeitschrift.
Nach seiner Niederlassung 1841 im ländlichen Jefferson kam Long im Dezember 1841 oder Januar 1842 dort mit jüngeren Männern zusammen, um Lachgas (Distickstoffmonoxid) zu inhalieren. Da Long die benötigten Apparaturen zur Herstellung für das von ihm erbetene Gas nicht hatte, schlug er stattdessen die Verwendung des leichter verfügbaren Diethylethers vor, den er dann für die Anwesenden zur Verfügung stellte. Bei dieser und ähnlichen „Ätherpartys“ hatte Long festgestellt, dass die Beteiligten unter Einfluss der eingeatmeten Substanz bei kleineren Verletzungen keinen Schmerz zu empfinden schienen. Dies und seine eigenen Erfahrungen bei der Inhalation der Substanz veranlasste ihn, unter Ethergabe einen chirurgischen Eingriff vorzunehmen.
Einer der Patienten Longs, der mit ihm befreundete James M. Venable (damals in der Nähe von Jefferson im Jackson County (Georgia) lebend), hatte die geplante Entfernung von zwei zystischen Geschwülsten in seinem Nacken mehrfach verschoben, da er Angst vor der schmerzhaften Prozedur hatte. Crawford Long schlug ihm vor, den Eingriff unter dem Einfluss von Diethylether vorzunehmen, worunter er möglicherweise keinen Schmerz empfinden würde. Venable hatte bereits in gesellschaftlicher Runde Ether inhaliert und willigte der Entfernung von einer Geschwulst ein.
Am 30. März 1842 entfernte Crawford Long die etwa 1,3 Zentimeter große abgekapselte Geschwulst aus dem Nacken. Sein Patient inhalierte währenddessen Ether aus einem damit getränkten Handtuch, das ihm Long unter die Nase hielt. Nach Longs Darstellung zeigte er keine Anzeichen von Schmerz und versicherte Long auch im Nachhinein, keine Schmerzen während der Operation verspürt zu haben. Am 6. Juni 1842 wurde die zweite, etwas schwerer zu entfernende Geschwulst unter weitgehend erfolgreicher „etherization“ entfernt. Bis September 1846 führte er acht weitere chirurgische Eingriffe mit Anwendung des Schwefeläthers durch.
Long veröffentlichte erst im Dezember 1849 – sieben Jahre nach dem Eingriff – seine Beschreibung An account of the first use of Sulphuric Ether by Inhalation as an Anaesthetic in Surgical Operations in der Zeitschrift Southern Medical and Surgical Journal. Der Artikel enthält weiterhin die Beglaubigungen der Darstellung durch den inzwischen ins Cobb County umgezogenen Patienten Venable vom 23. Juli 1849, zwei Zeugen des Eingriffs sowie die Erwähnung einer weiteren, am 3. Juli 1843 durchgeführten Operation unter Ethernarkose, der Zehenamputation bei einem jungen schwarzen Sklaven. Die Darstellung der Operation selbst ist wenig detailliert.
In den Jahren zwischen der Durchführung Longs Operation und seiner Beschreibung derselben hatten die Zahnärzte Horace Wells (1844) und William T. G. Morton (1846) sowie der Arzt Charles Thomas Jackson den Anspruch erhoben, die erste Anästhesie mit Äther durchgeführt zu haben. Long selbst, der zunächst beabsichtigt hatte, bereits im Januar 1847 die Presse (dem Medical Examiner, der über Mortons Letheon im Dezember 1846 berichtet hatte) über seine Pioniertat zu informieren, führt verschiedene Gründe für die verspätete Publikation an, darunter die Arbeitsbelastung in der ländlichen Praxis, die fragliche Generalisierbarkeit seiner Beobachtungen sowie den Bedarf nach weiteren beschreibbaren Fällen. Andererseits soll er den Ethergebrauch in seiner Praxis aufgegeben haben, da er deren Verlust fürchtete, weil ihm wegen der Benutzung solch gefährlicher Mittel Misstrauen seitens der Einwohner in dem kleinen Ort entgegengebracht wurde. Die Beschreibung seiner Ethernarkosen erfolgte letztlich auf das Drängen von befreundeten Kollegen hin. Möglicherweise wollte sich Long aus der sogenannten „ether controversy“ (Ether-Debatte) heraushalten, die zwischen Wells, Morton und Jackson ausgetragen wurde und in den folgenden Jahren auch Longs Ansprüche einbezog. Damals aufgrund der japanischen Isolationspolitik im Rest der Welt nicht bekannt war der Umstand, dass Hanaoka Seishū bereits 38 Jahre vor Long Patienten unter Anästhesie operierte.

## Ehrungen

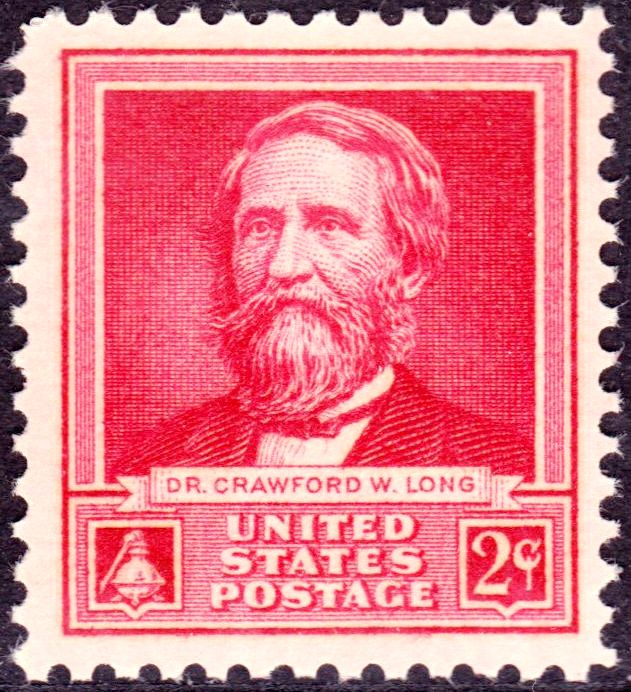
Gedenkbriefmarke des United States Postal Service von 1940

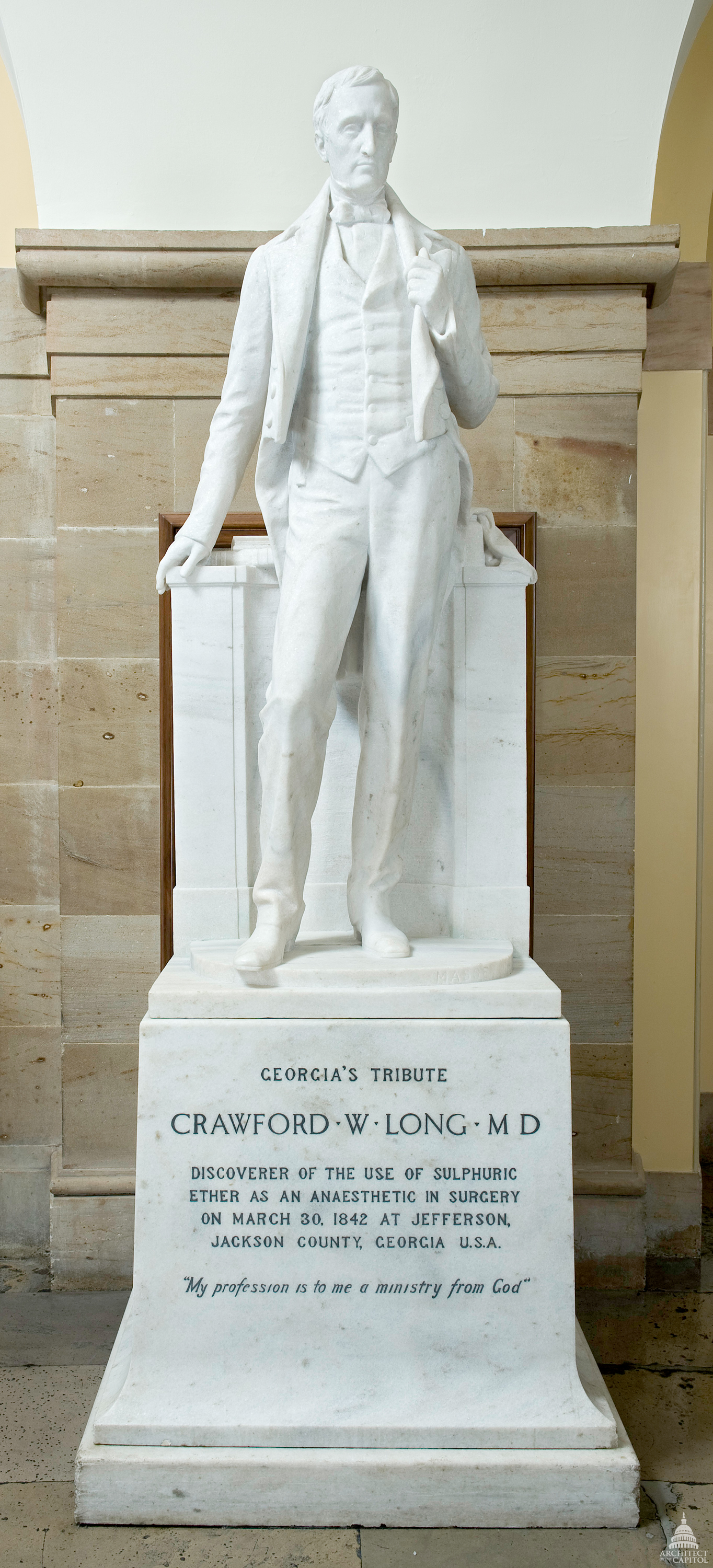
Marmorstatue Longs in der Krypta des United States Capitols.

Crawford W. Long wurde nach seinem Tod mehrfach geehrt. 1920 wurde das Long County in Georgia nach ihm benannt. In der Krypta des Kapitols in Washington steht eine 1926 vom Bundesstaat Georgia gestiftete und von J. Massey Rhind geschaffene Statue Crawford W. Longs. Sie ist Bestandteil der National Statuary Hall Collection. 1940 war Long auf einer Briefmarke aus der Serie „Famous Americans“ (Berühmte Amerikaner) des United States Postal Service abgebildet.
Zum Jahrestag der Anwendung der ersten Äthernarkose durch Long findet in den Vereinigten Staaten seit 1991 am 30. März der National Doctor’s Day statt. Der Tag geht auf eine private Initiative im Jahr 1933 zurück und wurde 1990 mit breiter Zustimmung des Kongresses der Vereinigten Staaten beschlossen (Senate Joint Resolution 366, Public Law 101-473). Er soll das Augenmerk auf die Tätigkeit der Ärzte lenken.
Zu seinen Ehren wurden weiterhin 1910 durch die Medical Association of Georgia eine Statue in Jefferson errichtet, 1912 ließ die University of Pennsylvania eine Gedenkmedaille prägen. Das Krankenhaus Emory University Hospital Midtown trug von 1931 bis 2009 den Namen Emory Crawford Long Hospital.
Das Crawford W. Long Museum in Jefferson widmet sich dem Leben Longs und zeigt Besitztümer und Dokumente des Arztes.